# È primavera
Pour plus de détails, voir Fiche technique et Distribution.
È primavera est un film italien réalisé par Renato Castellani sorti en 1950.
È primavera est le deuxième opus de la trilogie du réalisateur consacrée aux gens de condition modeste dans l'Italie d'après-guerre, précédé de Sous le soleil de Rome en 1948 et suivi de Deux Sous d'espoir en 1952.

## Synopsis
Beppe, sicilien, est amoureux de deux femmes. Il se marie avec toutes les deux; c'est là que les ennuis commencent...

## Fiche technique
- Titre original : È primavera (litt. « C'est le printemps »)
- Titre français : Primavera ou C'est la faute au printemps[2]
- Réalisation : Renato Castellani
- Scénario : Suso Cecchi D'Amico • Renato Castellani • Cesare Zavattini
- Directeur de la photographie : Tino Santoni
- Montage : Jolanda Benvenuti
- Maquillage : Angelo Malantrucco
- Musique : Nino Rota
- Assistant réalisateur : Franco Rossi
- Production : Andrea Di Robilant • Sandro Ghenzi • Antonio Roi
- Société de production : Universalcine
- Distribution :  Universalcine (Italie) • A.F.E. Corporation (États-Unis)
- Pays :  Italie
- Langue : Italien
- Format : Noir et blanc • 1,37:1 • Mono • 35 mm
- Durée : 92 minutes
- Dates de sortie : 
  - Italie : 26 janvier 1950
  - France : 13 mars 1950
- Affiche : Henri Cerutti (France)

## Distribution
- Mario Angelotti : Beppe Agosti
- Elena Varzi : Maria Antonia
- Don Donati : Cavalluccio
- Ettore Jannetti : Avvocato Di Salvo
- Grazia Idonea : Signora Di Salvo
- Irene Genna : Lucia
- Gianni Santi
- Tanino Chiurazzi : Il ragazzo
- Cesare Ranucci : Il presidente
- Ernesto Gaione : Avvocato Rossi
- Giordano Gaggioli : Il fornaio
- Ugo Gigliarelli : Il cappellano
- Amedeo Orsini
- Giovanna Roscioli
- Renato Baldini